# Levice, Piemonte
Levice är en ort och kommun i provinsen Cuneo i regionen Piemonte i Italien. Kommunen hade 210 invånare (2018).